# کلیرمل سیتی (فلوریدا)
کلیرمل سیتی (به انگلیسی: Clair-Mel City) یک منطقهٔ مسکونی در ایالات متحده آمریکا است که در شهرستان هیلزبرو، فلوریدا واقع شده‌است.